# Paradorydium watti
Paradorydium watti är en insektsart som beskrevs av Knight 1973. Paradorydium watti ingår i släktet Paradorydium och familjen dvärgstritar. Inga underarter finns listade i Catalogue of Life.